# Nikolái Petrunin
Nikolái Petrunin (Viázniki, 27 de febrero de 1976-Moscú, 12 de octubre de 2022) fue un político ruso. Se desempeñó como diputado de la 7ª y 8ª Duma Estatal. En 2005 se le concedió el título de Candidato en Ciencias Económicas.

## Biografía
Después de graduarse de la Universidad Estatal de Vladimir, trabajó en organizaciones comerciales. Entre 1993 y 2015, fungió como director del grupo empresarial Steklo-Gaz. El 18 de septiembre de 2016 fue elegido diputado de la VII Duma Estatal, siendo reelegido 6 años más tarde en septiembre de 2021, para la VIII Duma Estatal por el distrito electoral de Tula.
Falleció en octubre de 2022, según se informa por complicaciones de COVID-19, sin embargo su muerte ha sido relacionada con las muertes misteriosas de empresarios y políticos rusos.

### Sanciones
Fue sancionado por el gobierno de Reino Unido en 2022 en relación con la guerra ruso-ucraniana.
Fue uno de los miembros de la Duma Estatal sancionados por el Departamento del Tesoro de los Estados Unidos el 24 de marzo de 2022, en respuesta a la invasión rusa de Ucrania en 2022.

## Premios
- Medalla de la Orden al Mérito de la Patria